# Guadalajara (Messico)
Guadalajara è la capitale dello Stato messicano di Jalisco. Si trova nella regione centrale dello Stato, nel Messico occidentale, all'interno dell'area geografica conosciuta come Valle de Atemajac. È un centro commerciale ed economico nella regione di El Bajío. Con quasi un milione e mezzo di abitanti, la città fa parte dell'Area metropolitana di Guadalajara che, insieme ad altri otto comuni aree circostanti, è considerata la terza area metropolitana più popolata del Messico e la prima nella regione El Bajío. Il suo territorio confina a nord con Ixtlahuacán del Río, a est con Tonalá e Zapotlanejo, a sud con San Pedro Tlaquepaque e a ovest con Zapopan.
Fu capitale della Provincia di Nueva Galicia, del Regno della Nuova Galizia (1531-1786) e del Comune di Guadalajara (1786-1824). Nell'indipendenza del Messico, Guadalajara ha svolto un ruolo importante, essendo il quartier generale in cui l'abolizione della schiavitù è stata dichiarata dal sacerdote Miguel Hidalgo. Alla fine della guerra d'indipendenza, e con la proclamazione dello Stato libero e sovrano di Jalisco, Guadalajara divenne la capitale dello Stato.
L'economia della città è basata sui servizi e sull'industria, in particolare tecnologia dell'informazione, con un gran numero di aziende internazionali con uffici nella regione e impianti di produzione nell'area metropolitana di Guadalajara, e a loro volta diverse aziende nazionali di questa attività con sede a la città. Anche altri settori più tradizionali come quello calzaturiero, tessile e alimentare sono importanti fattori che contribuiscono. È anche un importante centro culturale, considerato il luogo di nascita di mariachi e sede di numerosi eventi culturali di fama internazionale, come il Festival internazionale del cinema di Guadalajara e la Fiera internazionale del libro di Guadalajara, che attirare folle nazionali e internazionali.
Guadalajara è stata nominata Capitale americana della cultura nel 2005 e ospitante dei Giochi panamericani del 2011. Inoltre, il Centro storico di Guadalajara ospita edifici culturali come l'Hospicio Cabañas che è stato dichiarato Patrimonio dell'umanità dall'UNESCO nel 1997.

## Origine del nome
Il suo nome deriva dall'omonima città in Castiglia-La Mancia, che a sua volta deriva dalla parola araba andalusa وادي الحجارة (wādi al-ḥiŷara), che significa "valle della pietra".

## Storia
La storia di Guadalajara abbraccia un periodo di 475 anni. Dopo la vittoria di Tonalá (avvenuta il 25 marzo 1530), Nuño de Guzmán godette del tributo e dell'omaggio di tutte le comunità della valle di Atemajac, dove oggi si trova la capitale di Jalisco. Il conquistatore aspirò persino a essere nominato da Carlo I di Spagna come il primo marchese della Valle di Tonalá. Tuttavia, la città aveva quattro insediamenti prima di stabilirsi nella suddetta capitale, inizialmente a Nochistlán nel luogo noto come Lo Zapote e oggi noto come San Juan. Fu fondata da Cristóbal de Oñate il 5 gennaio 1532, che era stato incaricato da Nuño de Guzmán per questo scopo. Voleva avere una città che gli servisse per assicurarsi le sue conquiste. Tra La Villa de Guadalajara è stata fondata da 42 vicini; Il nome di Guadalajara è stato preso in memoria della omonima città spagnola, città natale di Nuño de Guzmán. La Villa non durò a lungo in questo sito, con il consenso di Guzmán, Juan de Oñate (figlio di Cristóbal de Oñate), Miguel de Ibarra e Sancho Ortiz, il 19 maggio 1533, progettarono di trasferirla. Così, l'8 agosto 1533, Guadalajara era nella sua seconda sede.
La nuova città fu attaccata il 28 settembre 1535 dagli aborigeni che avevano partecipato alla guerra di Mixtón. Oñate, allora governatore della città, organizzò una battaglia contro gli aborigeni dalla quale vinsero i nuovi abitanti di Guadalajara. Pensarono allora di spostarlo nella valle di Atemajac, attraverso questa valle scorreva il fiume San Juan de Dios ed era un luogo più sicuro per essere difeso da qualsiasi attacco degli indigeni. Alcuni si trasferirono da Tlacotán a Tonalá e altri a Tetlán dove il 9 ottobre 1541 fu proclamato il registro dei nuovi vicini. Oñate, il 5 febbraio 1542, nominò i membri del nuovo consiglio comunale che avrebbe governato le sorti della nuova città. Infine, il 14 febbraio 1542, fu fondata la città di Guadalajara nel luogo in cui sorge attualmente; insediando, oltre a Oñate, 63 famiglie spagnole (incluso il Portogallo all'epoca). Fu installato il primo consiglio comunale dell'attuale Guadalajara, presieduto dal biscagliano Miguel de Ibarra. Inoltre, nell'agosto 1542, giunsero a destinazione i certificati reali rilasciati dall'imperatore Carlo I di Spagna, nel novembre 1539, che concedevano a Guadalajara il titolo di città e lo stemma. Nello stesso mese furono proclamati entrambi gli attestati nella piazza principale della nuova e definitiva Guadalajara.
Per la guerra d'indipendenza, Guadalajara svolse un ruolo importante, poiché fu in questa città che il sacerdote Miguel Hidalgo y Costilla, dichiarò l'abolizione della schiavitù. Fu anche qui che pubblicò il giornale La Sveglia Americana dove pubblicò le sue idee. Nelle vicinanze del luogo, sul ponte Calderón, si svolse la battaglia dove furono sconfitti gli insorti. Guadalajara fu anche testimone della morte dell'insorto José Antonio “El Amo Torres”, che aiutò Hidalgo a conquistare la città. Alla fine della guerra d'indipendenza, e con la proclamazione dello stato libero e sovrano di Jalisco, Guadalajara divenne la capitale dello Stato.
Il Porfiriato era finito e scoppiava la Rivoluzione messicana. A quel punto Guadalajara era apparentemente calma (dato che il conflitto era concentrato nella capitale). Dopo il conflitto di Cristero, la pace tornò a Guadalajara. Durante un lungo periodo la città fiorì e quando iniziò a crescere dalla colonia, nacquero nuovi concetti architettonici che avrebbero decorato la città con stili dagli anni 1920 agli anni 1980.
Allo stesso modo, le conseguenze della crisi del 1929 hanno avuto un impatto molto maggiore di quanto desiderato. Gli anni 1940 furono un periodo di tranquillità sociale e politica e una marcata crescita nel commercio, nell'industria e nella demografia. Guadalajara è cresciuta rapidamente per occupare un posto come metropoli messicana industriale, turistica e di servizi e come seconda economia in Messico dopo Città del Messico.
Durante le esplosioni di Guadalajara del 1992 centinaia di case, viali, strade, attività commerciali e infrastrutture nel quartiere di Analco sono state gravemente danneggiate, "senza che vi fosse a oggi una chiara delimitazione delle informazioni e delle responsabilità".

### Sviluppo
Oggi Guadalajara è una delle più importanti del Paese e dell'America Latina, poiché ha la presenza di grandi aziende e grandi basi commerciali. Vale la pena sottolineare l'importanza culturale ed economica che esercita in Messico. Attualmente con 4 milioni di abitanti insieme a Zapopan, Tonalá, Tlaquepaque, Tlajomulco de Zúñiga ed El Salto, Guadalajara è la seconda città del Paese per popolazione. L'importanza della città è grande, grazie alla sua creazione di posti di lavoro, all'alto livello di capitale umano e all'attrazione di grandi aziende come Siemens, Kodak e Coca-Cola, poiché nonché un numero crescente di industrie tecnologiche ed elettroniche come Intel, Motorola, IBM, Toshiba o Hewlett-Packard.
Il punto geografico in cui si trova lo rende molto apprezzabile e strategico. La sua infrastruttura di comunicazione è una delle più moderne e funzionali del Paese. Guadalajara è un importante centro urbano che attrae investitori e commerci da tutto il mondo, ha diversi centri commerciali di prim'ordine. Nel 1987 viene inaugurata l'Expo Guadalajara. Guadalajara ha una delle migliori infrastrutture alberghiere del paese con più di 25.000 camere in città. In campo educativo, Guadalajara ha importanti centri di insegnamento con prestigio nazionale e mondiale, come l'Università Marista di Guadalajara, l'Università di Guadalajara, l'Università di Valle de Atemajac UNIVA, l'Universidad Panamericana, la L'Istituto di studi tecnologici e superiori occidentali ITESO, l'Università autonoma di Guadalajara (UAG) e l'Istituto di studi tecnologici e superiori di Monterrey ITESM, Campus di Guadalajara, tra gli altri.
L'area metropolitana di Guadalajara dispone di diversi centri commerciali con infrastrutture all'avanguardia dove i migliori marchi internazionali si incontrano con una vasta gamma di prodotti. Per questo motivo è un paradiso dello shopping per gli abitanti della regione occidentale del paese; La città è leader nazionale nella crescita e negli investimenti nei centri commerciali, grazie alla cultura che esiste in essi, oltre al grande boom e all'influenza che ha avuto sulla popolazione di Guadalajara. Attualmente ha molti dei migliori centri commerciali del paese e uno dei più grandi dell'America Latina (Galerías Guadalajara 360). In una delle zone residenziali più sviluppate del Paese, si trova il centro commerciale Andares, destinato ad essere il più esclusivo dell'America Latina.
La sua ricchezza culturale l'ha portata ad essere un punto di vista importante nel settore turistico; La città genera molti dei principali eventi culturali del paese ed è una tappa comune per i turisti che visitano il Messico. Guadalajara ospita un grande circolo di artisti e consumatori di arte e cultura.

## Istruzione
L'istruzione in questa città è un fattore principale per lo sviluppo, poiché avendo diverse università di prestigio internazionale, l'istruzione è diventata uno dei settori economici più attivi attraendo investimenti e generando sviluppo economico e professionisti competitivi da sviluppare in campi richiesti sia in la città e nella stessa nazione.
Guadalajara ha la terza università più antica del Messico, quella con il maggior numero di popolazione studentesca nel paese (dietro l'Università Nazionale Autonoma del Messico), l'Università di Guadalajara, nonché con la prima università privata in Messico; l'Università Autonoma di Guadalajara (UAG). Possiede uno dei primi e più prestigiosi Università dei Gesuiti della nazione: l'ITESO, ed è la seconda sede dell'Universidad Panamericana in Messico. Guadalajara è anche la sede del Centro de Enseñanza Técnica Industrial (CETI) istituto di istruzione superiore fondato con il sostegno dell'UNESCO nel 1968 nell'ambito del progetto MEX-20, attualmente unica istituzione rimasta del sistema CENETI-CERETI a livello nazionale. La città è sede di università e licei maristi come l'Università marista di Guadalajara (ex Università La Salle - Guadalajara) e università private di giornalismo e comunicazione come l'università UNIVA. Ospita uno dei campus ITESM e tre campus UVM distribuiti nella ZMG.
Ha anche università che hanno accordi con aziende private in cui studiano i loro ultimi semestri, come l'Università Tecnologica di Jalisco (UTJ) che hanno un accordo con l'azienda Tracsa e Tec Milenio l'università di ITESM che hanno un accordo con la società Baratz.
La città è riconosciuta per il suo prestigio accademico internazionale in medicina, legge, economia aziendale, biologia, arte, architettura e design, è anche l'unica città ad avere lauree come Urban Design (pianificazione urbana), Orientamento in Informatica e Insegnamento delle lingue.
I dati sull'istruzione nel comune sono in aumento dal 1980, nel 2000 nel comune gli analfabeti rappresentavano il 96,83% della popolazione, che sono 1.110.372 abitanti e gli analfabeti erano il 3,08% della popolazione, 35.306 abitanti. Nello sviluppo della città dal 1950 al 2000, la popolazione alfabetizzata è aumentata del 16,7% e la popolazione analfabeta è diminuita del 16,7% in sincronia con la popolazione alfabetizzata.

## Cultura
Il movimento culturale che esiste a Guadalajara è uno dei più forti d'America. La città ha una delle più grandi agende culturali del continente, a cui si aggiunge l'interesse del governo, dell'Università e delle istituzioni private, a sfruttare gli attributi culturali della città. La città espone opere di artisti internazionali ed è una vetrina per eventi culturali internazionali il cui raggio di influenza raggiunge la maggior parte dei paesi d'America, così come il sud-ovest degli Stati Uniti.
Guadalajara è caratterizzata come una delle città iconiche del Messico. Ciò significa che la loro identità ha conferito al Paese una certa immagine iconografica, nonostante i mariachi, charrería e tequila non siano certo originari di Guadalajara, ma di località o regioni a lei vicine. Con il passare del tempo, però, la città è stata stereotipata come la terra di queste manifestazioni culturali e le ha adottate nell'esercizio della sua rappresentazione come capitale dello stato di Jalisco. Tuttavia, Guadalajara è il luogo di nascita di espressioni culturali, come la danza orientale jarabe tapatío, creata dalle influenze del flamenco sia nella danza che nei costumi acquisiti durante il Vicereame della Nuova Spagna. È anche considerato una delle città messicane più ricche di diversità artigianale e gastronomica (prima era anche nel settore tessile).
Sebbene le manifestazioni culturali indigene siano state significativamente svalutate da un pensiero malinchista che suggerisce che tutto ciò che è straniero rappresenta un livello o una categoria superiore, il governo statale, in coordinamento con le istituzioni culturali locali, ha sostenuto le culture indigene e le loro manifestazioni culturali. Questo sostegno si basa sulla remunerazione economica, sulla diffusione di opere artistiche e artigianali, in particolare delle culture che rendono orgogliosa Guadalajara e che favoriscono molte persone e la concessione di spazi per esporre opere.
Guadalajara è il fulcro dell'arte contemporanea per le sue espressioni in danza, teatro, musica, fotografia, cinema, design, architettura e multimedia, ed è stato un nucleo nello sviluppo delle arti sperimentali. È anche una delle città messicane con il maggior numero di istituzioni artistiche, come la Jalisco Philharmonic Orchestra, il Folkloric Ballet of the University of Guadalajara, Jalisco Chamber Ballet, il Balletto Classico dell'Hospicio Cabañas, tra gli altri. La musica contemporanea è stata un fattore importante all'interno del nuovo movimento culturale di Guadalajara, Guadalajara è una delle città con i maggiori consumatori di musica d'avanguardia ed elettronica, fino a quando non si è guadagnata il soprannome di "Capitale elettronica del Messico" in onore della sua rappresentazione in musica elettronica, e per ospitare eventi del genere elettronico globale.

## Geografia e clima

### Clima
Il clima della città è temperato umido subtropicale con piogge in estate di umidità media e inverno prevalentemente secco secondo la classificazione climatica di Köppen.
Le giornate primaverili sono le più secche e calde dell'anno. Essendo per tutto maggio e inizio giugno i più caldi di questo periodo e quindi dell'anno, con massime che ogni tanto superano i 35 °C, e con minime che variano tra i 13 °C e i 20 °C nelle notti più calde.
Più tardi (in estate) arriva la stagione delle piogge che si svolge dopo la prima quindicina di giugno fino alla fine di ottobre, presentando tempesta con intensa attività elettrica, forti venti e talvolta grandinate, di conseguenza le temperature scendere a una media di 26,5 °C in questo periodo dell'anno. Di questa stagione, il mese di luglio si distingue per essere il più piovoso, piovoso e con i giorni più nuvolosi dell'anno, per questo motivo è solitamente il più rappresentativo della stagione.
Verso l'autunno e l'inverno le piogge si riducono e lasciano il posto a giornate soleggiate e venti freddi da nord. In inverno la temperatura minima è di 5 °C, ma possono verificarsi gelate occasionali, soprattutto alla periferia della città nei pressi del comune di Zapopan, con temperature che può scendere sotto i –2 °C durante le notti più fredde. Anche così, è relativamente comune che la temperatura all'interno di Guadalajara scenda all'alba (intorno alle 8:00) scenda a 1 °C o 0 °C, in almeno quattro occasioni, tra dicembre, gennaio e febbraio. Le temperature diurne (in inverno) possono variare, tra i 12 °C e i 26 °C, a seconda che siano piovose, giornate soleggiate o ci sia un fronte freddo. Tuttavia le giornate calde sono numerose, potendo registrare anche nei pomeriggi di febbraio con 28-30 °C.
Si sono verificati tornado nella stagione delle piogge. Il più distruttivo è stato il cosiddetto "Tornado de Talpita" registrato il 27 giugno 2018 alle 20:30, (formato da una nuvola ad imbuto con pioggia intensa accompagnata da grandine e venti fino a 120 km/h) ha causato danni nella parte orientale della città, ma soprattutto nell'omonimo quartiere (Talpita), dove vi fu una distruzione quasi totale, e come conseguenza separata, si stimarono più di 200 alberi caduti in città.
La storica temperatura massima di 38,7 °C è stata registrata il 6 maggio 1994, anche se 38,5 °C sono stati registrati il 9 maggio 1998 e il 4 maggio 2003. Il 31 maggio 2018 una temperatura di 37,7 °C è stata registrata, diventando la più alta che si sia verificata dal 2004 ad oggi e la notte più calda della sua storia è stata quella del 5 giugno 2020 registrando una minima di 23,3 °C.
D'altra parte, la temperatura più bassa registrata è stata di –7,0 °C il 14 dicembre 1997, quando per la seconda volta nevicò in città, fatto insolito dopo 116 anni dalla prima nevicata del dicembre 8 febbraio 1881.
A causa della sua posizione geografica e della sua altitudine, Guadalajara ha il 50% dell'anno (da aprile a settembre) un indice UV estremo (radiazione ultravioletta); raggiungendo il suo punto minimo all'interno della città da novembre a gennaio (UV 5).
|                     | Gen | Feb | Mar | Apr | Mag | Giu | Lug | Ago | Set | Ott | Nov | Dic | Media |
| ------------------- | --- | --- | --- | --- | --- | --- | --- | --- | --- | --- | --- | --- | ----- |
| Temp. max (°C)      | 24  | 26  | 28  | 30  | 32  | 30  | 27  | 27  | 27  | 27  | 26  | 24  | 27,3  |
| Temp. min (°C)      | 4   | 6   | 9   | 12  | 14  | 17  | 17  | 17  | 16  | 13  | 9   | 7   | 11,7  |
| Media (°C)          | 16  | 17  | 19  | 21  | 23  | 23  | 22  | 22  | 22  | 20  | 18  | 16  | 18,2  |
| Precipitazioni (mm) | 18  | 5   | 3   | 8   | 33  | 168 | 249 | 208 | 150 | 48  | 18  | 13  | 76,7  |

## Urbanistica

### Disposizione urbana
L'assetto urbano all'interno del comune di Guadalajara può considerarsi vario, poiché al suo interno esistono diverse forme di strade, viali, quartieri e suddivisioni che hanno linee diverse come ortogonale, cioè con e linee verticali che si intersecano, e irregolare, cioè strade e viali senza senso, ma in generale possiamo dire che Guadalajara ha una linea stellare, che è cinque uscite, con diversi anelli stradali intorno e che si incrociano in esse.
All'inizio di Guadalajara, aveva una traccia ortogonale, cioè con linee orizzontali e verticali che si intersecano, tuttavia nel corso degli anni e man mano che cresceva verso il fiume San Juan de Dios, questa traccia si inclinò sebbene continuasse con lo stesso andamento, a differenza del lato nord, ovest e sud, dove si seguivano le stesse linee stradali.
Ciò cambiò quando fu introdotta la ferrovia per Guadalajara nel 1888, poiché nel XX secolo, quando si inurba nel sud, subì un'altra inclinazione, come a San Juan de Dios. Con il passare del tempo e l'annessione delle città, prima Analco, Mexicaltzingo, Mezquitan e San Juan de Dios, e successivamente hanno fatto avere a Guadalajara una traccia varia, a ciò si aggiunge la sua crescita accelerata nel XX secolo, che ha generato la traccia menzionato nel primo comma.
Durante il governo di José de Jesús González Gallo, tra il 1947 e il 1953, Guadalajara fu oggetto di importanti opere pubbliche che modificarono parzialmente il paesaggio urbano del centro storico della città.
Spiccano i prolungamenti dei viali Alcalde-16 de Septiembre e Juárez, che non bastavano più per il crescente numero di auto che, giorno dopo giorno, circolavano nel centro della città. Quindi, per allargare i viali è stato necessario demolire gli edifici e adeguarli alla linea della strada. Quelle demolizioni non hanno cessato di suscitare polemiche, perché, nonostante siano stati fatti tentativi per modernizzare e razionalizzare il centro di Guadalajara, è ancora deplorevole la perdita irreparabile di molti vecchi edifici con valore architettonico e storico.
Alcuni altri edifici intorno alla cattedrale di Guadalajara furono demoliti con lo scopo di lasciare ampi spazi aperti sui quattro lati della sede vescovile, formando una grande croce latina al centro della quale svetta la Cattedrale.
La Cruz de Plazas è stata formata dalla già esistente Plaza de Armas, sul lato sud della chiesa. Le demolizioni non erano necessarie in questo spazio. D'altra parte, davanti alla facciata principale della cattedrale, fu necessario aprire lo spazio per la Plaza del Ayuntamiento (in seguito conosciuta come Plaza de la Fundación, Plaza de los Laureles e Plaza Guadalajara, successivamente). Allo stesso modo, a nord, un'antica chiesa del XVII secolo è stata sostituita dalla Plaza de la Rotonda de los Hombres Ilustres (un mausoleo dove sono depositati i resti di importanti residenti di Jalisco). Infine, per completare la croce nella sua parte più lunga, gli antichi palazzi che occupavano i due isolati tra la facciata posteriore della cattedrale e la facciata anteriore del Teatro Degollado furono completamente rasi al suolo, dando origine alla Plaza de la Liberación (detta anche Plaza de los Tres Poderes, e meglio conosciuta come Plaza de las Dos Copas).
Nel tentativo di rendere Guadalajara una città sostenibile, è stato costruito il Corridoio del Messico (COME) dal viale López Mateos a Juan Palomar e Arias, con l'intenzione di espandere l'infrastruttura della pista ciclabile lungo viale del Messico per 1,8 km e il miglioramento e l'abbellimento con giardini e l'istituzione di un Clean Point.

### Colonias (quartieri)
Guadalajara è composta da più di 2300 quartieri in cui si estende l'Area Metropolitana, la prima piazza della città è costituita da case in genere di più di due piani con stili architettonici che spaziano dallo stile churrigueresco, barocco ed europeo del XIX secolo, la prima piazza della città è costituita dalle zone centrali e dai loro dintorni, come i quartieri Santuario, Mezquitan, Analco, San Juan de Dios e Colonia Centro.
Verso ovest del primo dipinto iniziano a sorgere i palazzi ottocenteschi, residenza di personaggi illustri della storia della città, strutture neoclassiche e grandi case del Porfiriato, questo dipinto è formato da colonie come Lafayette, Americana, Moderna, Arcos Vallarta, a Las, le cui rispettive espansioni corrispondono a costruzioni degli anni 1920,1930, 1940 e 1950. Ai suoi dintorni Guadalajara si espande in una seconda cornice dove la fioritura delle nuove tendenze architettoniche degli anni 1960 e 1970 lascia il marchio di colonie come Colonia Americana, Vallarta Poniente, Moderna, Providencia, Vallarta San Jorge, Jardines del Bosque, Chapalita, ecc. Tra cui dalle linee postmoderne, dall'Art Déco all'eredità architettonica di una delle icone mondiali dell'architettura messicana: Luis Barragán.
La città ha sviluppi residenziali e comunità private. Queste colonie si trovano sia nel comune di Guadalajara, come nel vicino comune di Zapopan, sia nel sud della città, nel comune di Tlajomulco. Alcune di queste colonie sono: Colinas de San Javier, Puerta de Hierro, Providencia, Chapalita, Jardines de San Ignacio, Ciudad del Sol, Valle Real, Lomas del Valle, Santa Rita, Monraz, Santa Anita Club de Golf, El Cielo, Santa Isabel, Virreyes, Bugambilias, Las Cañadas, La Estancia, ecc.
I confini della città sono per lo più costituiti da quartieri della classe media e complessi abitativi sviluppati come parte dei piani del governo. L'ovest della città, nel suo insieme, è l'area che rappresenta il più alto indice economico, mentre l'est mostra un livello più basso. La città si estende ad ovest in quartieri come Pinar de la Calma, Las Fuentes, Paseos del Sol, El Colli Urbano, La Estancia, annettendo la sua area metropolitana al comune di Zapopan; mentre a est lo fa in colonie come San Juan Bosco, San Andrés, Oblatos, San Onofre, Insurgentes, Jardines de la Paz, Jardín de los Poetas, solo per citarne alcuni.

### Parchi
- Parque Ávila Camacho
- Parque de la Revolución (Parque Rojo to locals)
- Parque Mirador Independencia o Barranca de Huentitán
- Parque Mirador Dr. Atl Zapopan
- Parque Oblatos
- Parque Amarillo (Colonia Jardines Alcalde)
- Parque Talpita
- Parque Tucson (Colonia Jardines Alcalde)
- Parque Los Colomos
- Parque Morelos
- Parque de la Jabonera
- Parque Metropolitano Zapopan
- Parque Alcalde.
- Parque Agua Azul
- Parque González Gallo
- Parque de la Solidaridad Tonalá
- Parque de la Liberación
- Parque de la Expenal (Explanada 18 de Marz)
- Parque Roberto Montenegro El Salto
- Parque San Rafael
- Parque San Jacinto
- Jardín Dr. Atl
- Jardín Francisco Zarco
- El Jardín Botánico (Botanical Garden)
- Jardín del Santuario
- Glorieta Chapalita Zapopan
- Jardín de San Francisco de Asís
- Jardín de San Sebastián de Analco
- Jardín del Carmen
- Jardín del Museo Arqueológico (Garden of the Archaeological Museum)
- Jardín José Clemente Orozco

### Progetti
A Guadalajara ci sono diversi progetti distribuiti nell'Area Metropolitana. Questi sono i progetti principali, tuttavia, alcuni trovano problemi di finanziamento, la loro costruzione è sospesa e persino possibile la cancellazione:
- Creative Digital City (CCD): presentato ufficialmente il 30 gennaio 2012 dal presidente Felipe Calderón, un megaprogetto per la protezione e lo sviluppo dei cluster digitali e tecnologici che si stabilisce infine nella capitale Jalisco, dopo essere stata in competizione come sede con altre città della repubblica, scelta per la sua posizione geografica, le infrastrutture e il grande potenziale economico. Promosso dal Ministero dell'Economia e tecnicamente supportato dal Massachusetts Institute of Technology (MIT) e ProMéxico, rappresenta un potente innesco economico nelle infrastrutture e nella creazione di posti di lavoro per la città, oltre ad aumentare la competitività della sua già fiorente industria di sviluppo tecnologico, non solo a livello latinoamericano ma anche a livello mondiale.
- Centro culturale universitario è un complesso dell'Università di Guadalajara che riunisce l'Auditorium Metropolitan, la Nuova Biblioteca Pubblica, il Complesso di arti visive, il Complesso di arti dello spettacolo, il Museo di Scienze Ambientali e il Distretto Culturale con i Media e i parchi a tema, nonché le aree commerciali, il tutto come il nuovo punto di incontro per Jalisco e la società messicana in generale, con il sostegno della seconda università pubblica più grande del Messico[8]
- Piano generale Huentitan: è un progetto sostenuto dal governo statale e municipale. Include la costruzione di una passerella nel burrone, 2 nuovi parchi nella zona e un museo di arte contemporanea, tra gli altri edifici.

## Infrastrutture e trasporti
L'area metropolitana di Guadalajara ha più di 5 milioni di abitanti, quindi è necessario disporre di un sistema di trasporto pubblico di massa e convenzionale per soddisfare le esigenze della città, composto da vari sistemi di trasporto, sia governativi, federali, statali, comunali, e di iniziativa privata, anche mezzi senza autorizzazione ufficiale.
La città è servita dall'Aeroporto Internazionale di Guadalajara.
È attiva anche una rete metropolitana.
Dieci società forniscono il servizio di trasporto urbano di passeggeri a Guadalajara: Alianza de Camioneros de Jalisco, Servizi e trasporti, Sistecozome, TUTSA, Línea Tapatia, Transporte Vanguardista de Occidente A.C. (TVO), Transporte Vanguardista de Jalisco A.C. (TVJ), Movilidad Corporativa de Guadalajara (MC), Alianza de Tlaquepaque A.C., Transportes Vanguardistas de Guadalajara A.C. (TVG).

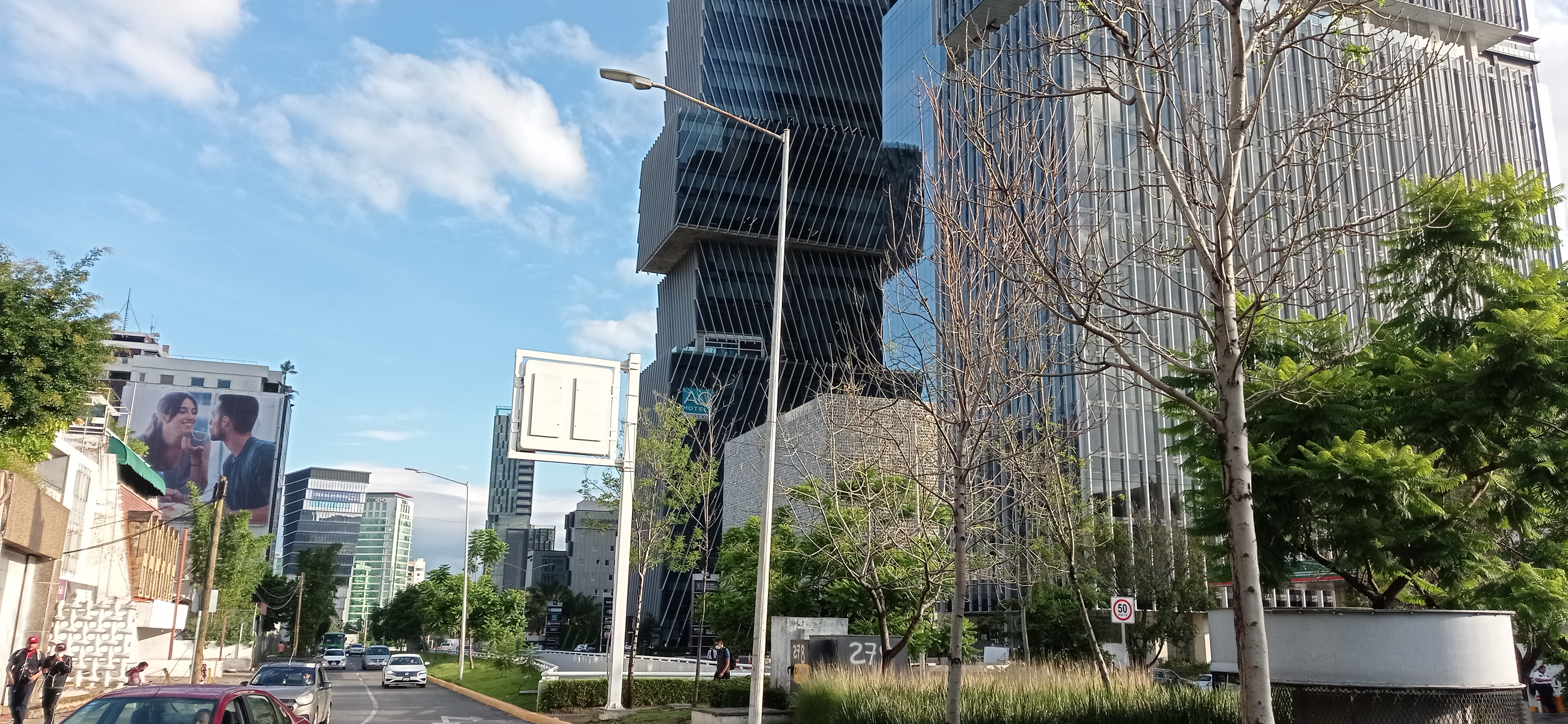
las americas

## Sport

### Calcio
La città è rappresentata nella Primera División, il massimo campionato messicano da due club: il Club Deportivo Guadalajara ed il Club Deportivo Atlas de Guadalajara.

### Nuoto
La città avrebbe dovuto ospitare i Campionati mondiali di nuoto del 2017, ma prima della manifestazione ha rifiutato l'organizzazione.

### Tennis
La città nel 2021 ha ospitato in via eccezionale le WTA Finals. 

## Amministrazione

### Gemellaggi
Guadalajara è gemellata con 25 città del mondo, tra cui:
- Arequipa
- Lima
- Kyoto
- Milano, dal 2008[10]
- San Antonio
- Portland
- Siviglia
- Breslavia, dal 1995
- Shanghai, dal 1998
- San Pietroburgo, dal 2011